# Jamnakulturen

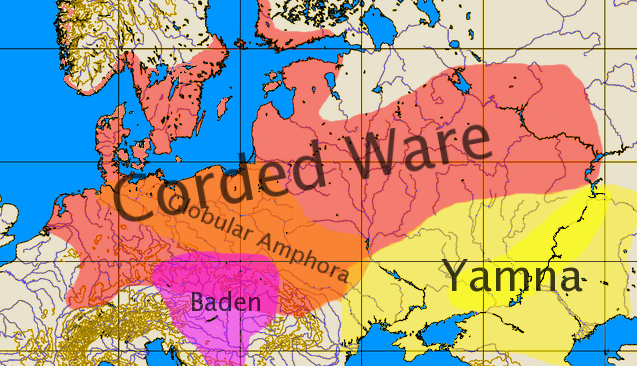
Jamnakulturens antagna utbredning 3 200–2 300 f.Kr.

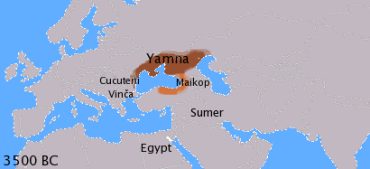
Jamnakulturen 2 000 f.Kr. i Europa.

Jamnakulturen (ryska: Ямная культура, ukrainska: Ямна культура; från ryska/ukrainska яма, grop), är en europeisk kultur från sen kopparålder och tidig bronsålder. Den utbredning i området mellan floderna Västra Bug i dagens Ukraina och Dnestr i dagens Rumänien på den Pontisk-kaspiska stäppen mellan 3 500 och 2 200 f.Kr. Den var övervägande nomadisk, men i närheten av floder och invid ett fåtal befästa städer förekom även åkerbruk.

## Typiska kännetecken
Jamnakulturen kännetecknas av ett speciellt gravskick, där de döda placerades i gropgravar som täcktes av en gravhög – kurgan. Liket målades som regel med ockrafärg och låg med böjda knän. I flera gravar har man funnit gåvor i högarna. Gravarna kan även innehålla rester av offerdjur, såsom kor, grisar, får, getter eller hästar.
De äldsta kända exemplet i Östeuropa på en vagn eller kärra med hjul har hittats i gravhögen Storosjova mohyla i Dnipro i södra Ukraina. Arkeologen A.I. Trenosjkin hänför den till Jamnakulturen.

## Spridning och identifikation
I bland annat den litauiska arkeologen Marija Gimbutas Kurganhypotes har Jamnakulturen identifierats med de sena pre-indoeuropeerna. Hon menar att den, tillsammans med den föregående Sredny Stog-kulturen, är den mest sannolika kandidaten för de indoeuropeiska språkens urhem, det vill säga området där de folkslag som ursprungligen talade det urindoeuropeiska språket bodde innan det spred sig ut över det nuvarande indoeuropeiska språkområdet. Sammanhanget bygger speciellt på jämförelser mellan arkeologiskt material och lingvistiska studier. Dessa har under 2010-talet kompletterats med DNA-material, som pekar på en folkvandringsvåg västerut cirka 3000–2500 f.Kr. Den folkvandring skulle (åtminstone till Skandinavien) i första hand ha genomförts av manliga migranter i vad som kan liknas vid erövringståg, underlättat av tekniska innovationer som rytteri, vagnar och metallhantering. Det anses att en framgångsfaktor för Jamnakulturen var tamhästar. Tämjande av hästar anses ha skett cirka 3500 f.Kr. i Centralasien.
I väster gränsade kulturen till katakombkulturen och i öster till Poltavkakulturen och Srubnakulturen.
Jamnakulturens ursprung är osäkert, men man antar att den har utvecklat sig ur Chvalynskkulturen vid Volga och Sredny Stog-kulturen vid Dnepr. Pavel Doluchanov anser emellertid att Jamnakulturens framväxt skulle vara resultatet av en social utveckling hos en rad olika lokala bronsålderskulturer, och därmed att utvecklingen är uttryck för en social stratifikation och etablerandet av nya nomadiska hövdingadömen. Detta ökade kontakten mellan de dittills mycket olikartade grupperna, vilket medförde att de blev allt mera homogena.

## Bilder
Artefakter från Eremitagemuseets samlingar i Sankt Petersburg och gravplats i Volgograd oblast.

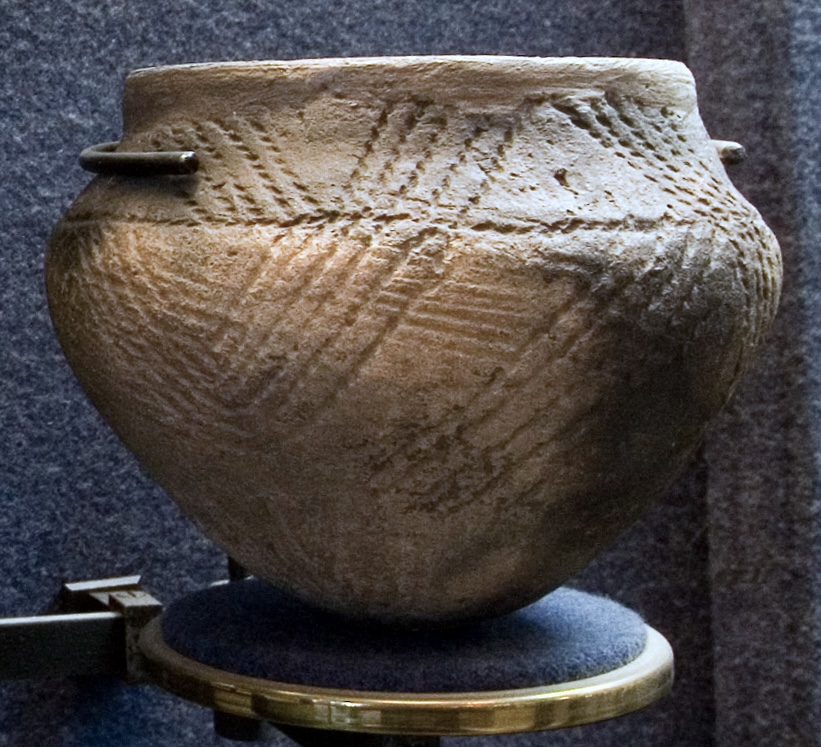
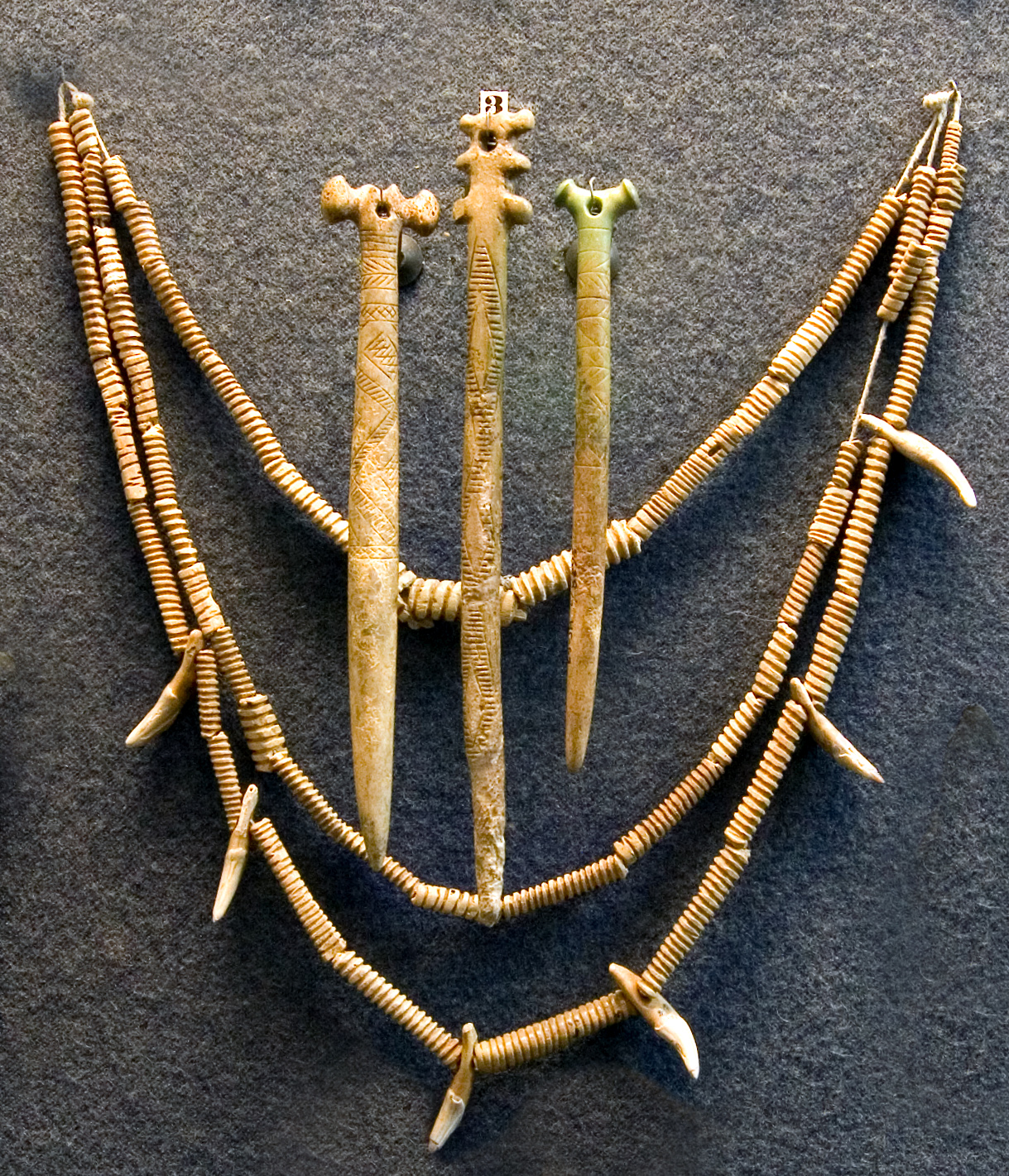
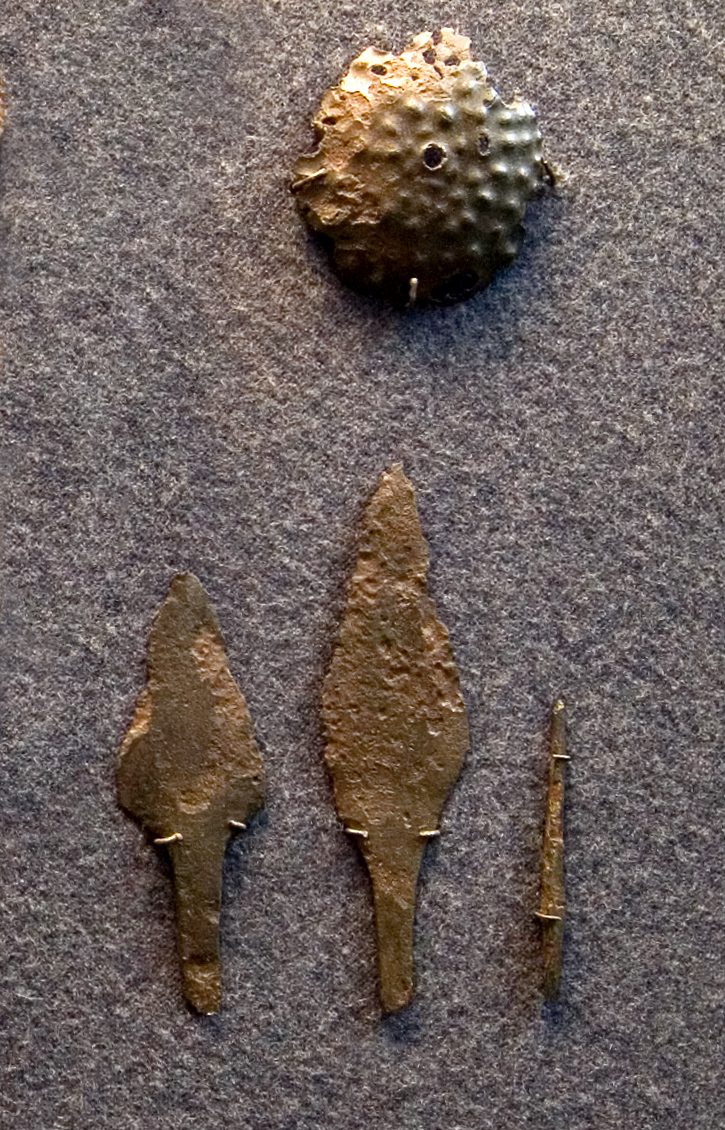
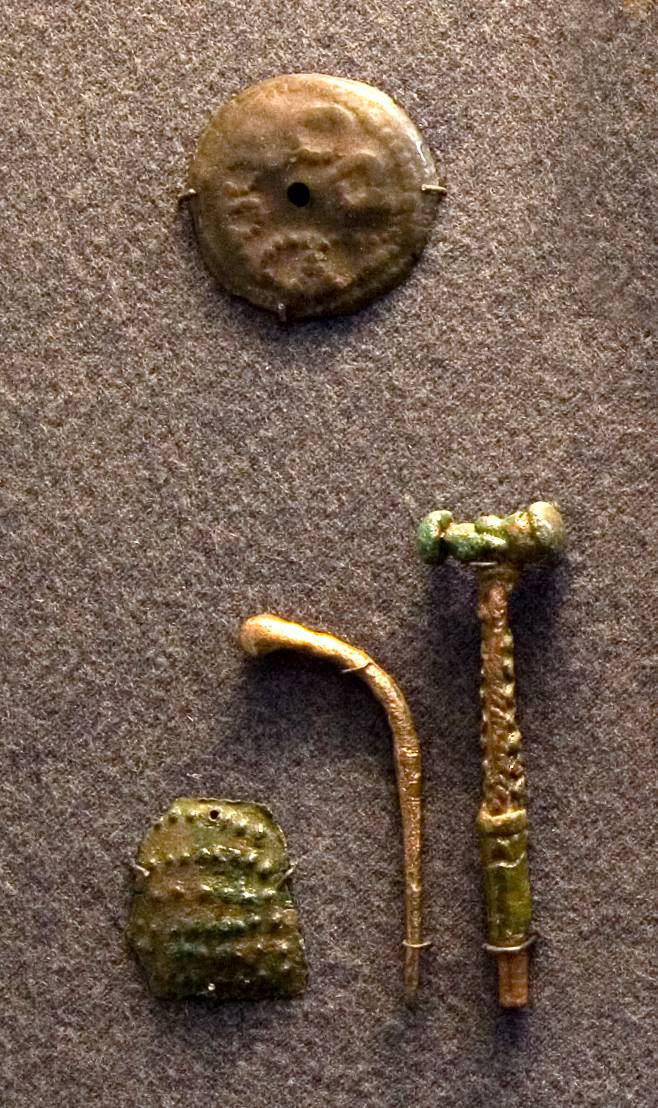
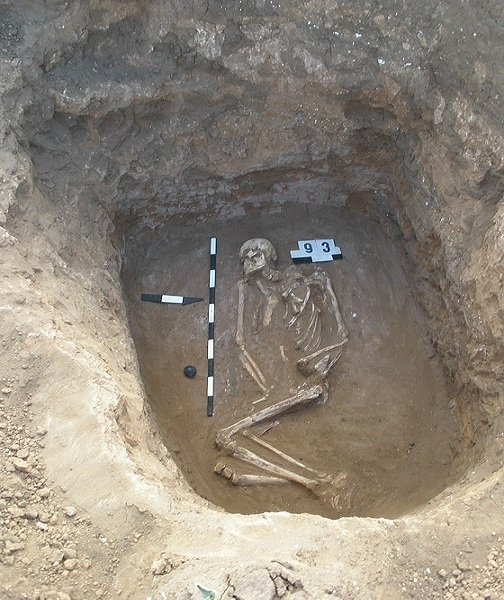